# كانيتي لا ريال
بلدية كانيتي لا ريال (بالإسبانية: Cañete la Real) هي بلدية تقع في مقاطعة مالقة التابعة لمنطقة أندلوسيا جنوب إسبانيا.

## الديموغرافيا
بلغ عدد سكان بلدية كانيتي لا ريال 1.947 نسمة عام 2011 (وفقاً للمعهد الوطني الإسباني للإحصاء).
| 2.247 | 2.215 | 2.158 | 2.069 | 2.052 | 2.014 | 1.947 |

## توأمة
لكانيتي لا ريال اتفاقيات توأمة مع:
- سان ساتورنينو دي نويا